# Lower Cranberry Lake
Lower Cranberry Lake är en sjö i Algoma District i provinsen Ontario i den sydöstra delen av Kanada. Lower Cranberry Lake ligger cirka 185 meter över havet. Sjön genomlöps av vattendraget Cranberry Creek som rinner söderut till Lake Duborne.